# Tiroteo en la escuela Kungälv
El tiroteo en la escuela Kungälv tuvo lugar el 4 de marzo de 1961 en Kungälvs läroverk, en el centro de Kungälv, en Västra Götaland, Suecia. La escuela se conoce actualmente como Thorildskolan. Fue el primer tiroteo en una escuela reportado en Suecia y uno de los primeros en Europa. Siete jóvenes resultaron heridos por 15 balas disparadas por el perpetrador y uno murió a causa de sus heridas.
El recuerdo del asesinado Per Håkan Altvall se mantiene vivo en Kungälv a través de un estipendio "otorgado anualmente a uno o varios estudiantes conocidos por su buena amistad y apoyo social a los estudiantes".

## Tiroteo
Alrededor de las 23:30 p. m. de la noche del 4 de marzo de 1961, un numeroso grupo de jóvenes bailaba en el salón del gimnasio de la escuela. Durante el último baile, Ove Conry Andersson, de 17 años, entró, sacó una pistola y empezó a disparar al azar. La gente intentó esconderse debajo de las sillas y detrás de un piano. Siete personas resultaron heridas, entre ellas Per Håkan Altvall, de 18 años, que murió más tarde a consecuencia de las heridas. Le hirieron en el estómago y un testigo presencial afirma que el autor disparó primero a Altvall en la pierna y más tarde, al salir, le disparó de nuevo en el estómago, matándolo. Los heridos fueron llevados primero a un salón de clases en la escuela y luego al hospital de Kungälv.
La policía de Kungälv persiguió al pistolero toda la noche por la carretera de Ytterby, donde se supuso que había escapado. La policía de Kungälv pidió ayuda a los policías de Ytterby y Gotemburgo. A la mañana siguiente, 5 de marzo, poco antes de las 8 de la mañana, el asesino se presentó en la comisaría, conducido hasta allí por un compañero de trabajo mayor que él. Unas horas más tarde, el pistolero, de 17 años, había contado voluntariamente a la policía todos los detalles del incidente. El tirador había estado antes en otra fiesta y había bebido dos bebidas mixtas, después había visto un partido de hockey sobre hielo mientras bebía coñac con un amigo. A las 22:30 entró en el baile de la escuela y se enzarzó en una pelea con un invitado que también era boxeador aficionado. Andersson fue entonces a por su pistola, volvió y empezó a disparar, matando a Altvall antes de escapar y esconderse en el bosque de Fontin. La persecución de Andersson fue la mayor actividad policial en el oeste de Suecia hasta la fecha, con un total de 50 policías más perros.
El 6 de marzo todo el colegio se reunió en la sala de gimnasia en memoria de Per Altvall.

## Perpetrador
Andersson era conocido en Kungälv por su interés por las películas de vaqueros y dijo a la policía que quería ser como los héroes de las películas. Este suceso dio lugar a la primera propuesta al gobierno para investigar los efectos de la violencia mediática, y el entonces popular programa de radio "Tidsspegeln" (Espejo del tiempo) celebró un debate sobre "ideales y héroes para la juventud" con el titular "¿Podemos culpar a Cartwrights?".
Un artículo de 1995 en el periódico sueco Dagens Nyheter informó que se consideró que Andersson estaba mentalmente desequilibrado, en parte debido a los efectos del alcohol, en el momento del tiroteo y fue sentenciado a un tratamiento psiquiátrico cerrado. Se negó a comentar, pero DN mencionó que "se sabe que se casó y tuvo hijos menos de cuatro años después del incidente". La madre de Altvall, Essie, entonces de 88 años, también fue entrevistada y mencionó que se acercó a la madre de Andersson poco después del tiroteo y había perdonado al tirador por el asesinato de su hijo.
Andersson se suicidó el 12 de agosto de 2008.